# Пати Дюк
Пати Дюк (на английски: Patty Duke) е американска актриса.

## Биография
Пати Дюк е родена на 14 декември 1946 година в Ню Йорк. Тя е най-малкото от трите деца на Франсис Маргарет (родена Макмахон; 1913 – 1993), касиерка и Джон Патрик Дюк (1913 – 1964), автомобилен монтьор и шофьор. Тя е от ирландски и немски произход.

### Кариера
На 15-годишна възраст Дюк играе ролята на Хелън Келър във филма „Чудотворецът“ (1962), роля която тя е създала на Бродуей. Печели „Оскар за най-добра поддържаща женска роля“ за изпълнението си. На следващата година играе двойната роля на „идентични братовчедки“ Кати и Пати Лейн в собственото си шоу „Шоуто на Пати Дюк“ (1963 – 1966). Тя прогресира към по-зрели роли, като Нили О'Хара във филма „Долината на куклите“ (1967) и Натали Милър във филма „Аз, Натали“ (1969). Последната ѝ носи награда „Златен глобус за най-добра актриса в мюзикъл или комедия“. От 1985 до 1988 г. е президент на Гилдията на екранните актьори.
По време на актьорската си кариера е носител на награда „Оскар“, две награди „Златен глобус“, три награди „Праймтайм Еми“.
Има своя звезда на Холивудската алея на славата.

### Личен живот
Пати Дюк се омъжва четири пъти и има три деца. Римокатоличка е и е мечтаела да стане монахиня през младостта си.
Дюк е диагностициран с биполярно разстройство през 1982 г. След диагностицирането си тя посвещава голяма част от времето си на застъпничество и обучение на обществеността за психичното здраве. Тя също се изявява като певица и автор.

### Смърт
Умира на сутринта на 29 март 2016 г. в Кор Дълейн, Айдахо от сепсис на спукано черво на 69-годишна възраст. Синът и Шон покани обществеността да допринесе за фондация за психично здраве на името на Пати Дюк. Тя е кремирана и прахът ѝ е погребана в горското гробище в Кор Дълейн.

## Избрана филмография
| година | филм                              | оригинално заглавие            | роля          | режисьор          |
| ------ | --------------------------------- | ------------------------------ | ------------- | ----------------- |
| 1962   | Чудотворецът                      | The Miracle Worker             | Хелън Келър   | Артър Пен         |
| 1967   | Долината на куклите               | Valley of the Dolls            | Нийли О'Хара  | Марк Робсън       |
| 1969   | Аз, Натали                        | Me, Natalie                    | Натали Милър  | Фред Коу          |
| 1989   | Ужасът в Амитивил 4: Злото избяга | Amityville 4: The Evil Escapes | Нанси Евънс   | Сандър Стърн      |
| 1992   | Прелюдия за една целувка          | Prelude to a Kiss              | Мис Бойл      | Норман Рене       |
| 1996   | Да се сблъскаш с миналото         | To Face Her Past               | Бет Бредфийлд | Стивън Шахтер     |
| 2009   | Любовта си намира дом             | Love Finds a Home              | Мери          | Дейвид Стенли Кас |